# Клермонтский университет Линкольн
Клермонтский университет Линкольн, Клермонт Линкольн (англ. Claremont Lincoln University, CLU) — регионально аккредитованный частный некоммерческий онлайн-университет в Клермонте (штат Калифорния, США). Он предлагает ряд магистерских программ.

## История
В марте 2008 года попечительский совет Клермонтской школы теологии проголосовал за создание нового университета, ориентированного на межконфессиональный диалог. Целью «проекта университета», как он был известен в то время, было создание новой образовательной среды, в которой представители мировых религий могли бы учиться вместе и решать ключевые социальные проблемы, включая религиозное насилие. Совет Клермонтской школы теологии официально зарегистрировал университет в январе 2010 года, название университета было впервые объявлено 16 мая 2011 года, а занятия начались осенью 2011 года. Президентом-основателем стал Джерри Кэмпбелл.
Весной 2014 года университет решил выйти за рамки своей первоначальной межрелигиозной направленности. Он начал создавать образовательные программы и степени, которые основывались на его приверженности основным принципам (содействие сотрудничеству, гражданскому диалогу и решению ключевых социальных проблем), но не зависели от веры, духовности или религии. В результате Клермонтский университет Линкольн и Клермонтская школа теологии решили отделиться, а студентам, чьи программы обучения были прекращены в Клермонтском университете Линкольн, было предложено поступить в Клермонтскую школу теологии, где они смогли получить свои степени. Затем Клермонтский университет Линкольн начал работать над получением независимой аккредитации, которой он получил в 2016 году.
В 2021 году Клермонтский университет Линкольн назначил доктора Линн Придди президентом университета. Придди сменила Тони Диджиованни, который был президентом с 2019 года.

## Социально-ориентированное образование
Девиз Клермонтского университета Линкольн — «социально-ориентированное образование». Университет разрабатывает учебные программы, опираясь на основы «Claremont Core», набор навыков и практик, которыми, по мнению университета, должны обладать студенты после окончания университета: осознанность, диалог, сотрудничество и изменения. В дополнение к «Claremont Core» университет согласовывает свои программы обучения с социально-ориентированными целями выпускников.
В 2020 году Клермонтский университет Линкольн и Институт земельной политики имени Линкольна объявили о новом партнёрстве для развития программы подготовки магистров государственного управления (MPA). Партнерство предусматривало выделение стипендий/грантов в размере 100 000 долларов США для студентов, поступающих на магистерскую программу, для компенсации стоимости обучения. В то время президент и генеральный директор Института земельной политики имени Линкольна, Джордж Маккарти, сказал:

Нас вдохновляет страсть наших будущих лидеров, и мы верим, что степень MPA в Клермонтском университете Линкольн даст им возможность эффективно решать такие проблемы, как социальное неравенство, бюджетный стресс и изменение климата в их сообществах.
Оригинальный текст (англ.)We are inspired by the passion of our future leaders, and believe an MPA degree from Claremont Lincoln University will empower them to effectively address challenges such as social inequity, fiscal stress, and climate change in their communities.
— 
В ответ на сочетание глобальных социальных и экономических проблем (включая пандемию COVID-19 и растущие долги по студенческим кредитам на получение высшего образования), университет объявил в 2021 году о снижении стоимости обучения для студентов на 21 %. Снижение стоимости обучения было призвано обеспечить демонстрацию университетом своей приверженности «более доступным, инклюзивным и доступным» программам получения степени.

## Академические программы
Клермонтский университет Линкольн аккредитован Комиссией по высшим колледжам и университетам WASC (WSCUC) для получения степени магистра искусств по нескольким программам в таких областях, как организационное лидерство, управление здравоохранением, государственное управление, управление человеческими ресурсами, социальное воздействие и устойчивое развитие.